# Индијанска територија
Индијанска територија или индијанско подручје (или индијанска област) (The Indian territory) је била територија у САД (САД) посебно одређена за америчко домородачко становништво. Границе су биле одређене посебним законом из 1834. године.
Индијанска територија има своје коријене у Британској колонизацији Америке и краљевској објави из 1763. године, која ограничава насељавање бјелаца на подручје источно од Апалачких планина. Индијанска територија је смањена под британском управом и поново након америчке револуције, до када је укључивала земљу западно од ријеке Мисисипи.
Након побједе над Британцима, Американци врше два упада у територију Охајо и оба пута бивају побијеђени. Али, 1794. године успјели су да побиједе домородачко америчко становништво (Battle of Fallen Timbers), које губи територију која се данас простире на већини подручја данашње државе Охајо, дијела данашње државе Индијане , те цјелокупну територију на којој се данас налази Чикаго и Детроит.
Индијанска територија је служила као дестинација за одстрањење америчких Индијанаца од стране америчких предсједника тога времена (почетком 19. вијека), да би била снажно појачана од стране предсједника Ендруа Џексона, увођењем Закона о пресељењу Индијанаца из 1830. године. Овим законом такозваних „Пет цивилизованих племена“ одстрањено је са југа, акт који је касније постао познат под именом „Стаза суза“ за Чероки Индијанце. Траг је завршио у Арканзасу и Оклахоми, гдје је већ живјело многобројно домородачко становништво, те бијели дошљаци и избјегли робови. Друга племена као што су Чејени, Апачи и др. су такође насилно одстрањени са својих традиционалних подручја и пребачени на индијанску територију.
Такозваних „Пет цивилизованих племена“ (Five Civilized Tribes) је установило мјеста као што су Талса, Ардмор, Талегва, Тишоминго итд, која су касније постала највећа мјеста у држави Оклахоми. Афрички робови су такође довезени у Оклахому, што је додатно повећало популацију Афроамериканаца у Оклахоми. Чланови ових индијанских племена су се се претежно борили на страни Конфедерације у Америчком грађанском рату на подручју индијанске територије.
Временом, индијанска територија постепено бива смањена на подручје што је данас држава Оклахома, да би затим 1890. године била смањена само на источну половину подручја. Грађани индијанске територије су покушали 1905. године да установе државу Секвоја (State of Sequoyah) и прикључе унији, али су били одбијени од стране Конгреса, који није хтио да има двије нове западне државе Секвоју и Оклахому. Већ новембра 1907. индијанска територија је нестала, тј. престала да постоји. Многи амерички домороци су наставили да живе у Оклахоми, углавном у источном дијелу државе.